# Sheikh Zayed Cricket Stadium
Das Sheikh Zayed Stadium ist ein Cricketstadion in Abu Dhabi in den Vereinigten Arabischen Emiraten. Es wurde nach dem Emir Zayid bin Sultan Al Nahyan benannt und kostete bei seiner Errichtung 23 Millionen US-Dollar.

## Kapazität & Infrastruktur
Bei seiner Eröffnung 2004 sollte es das modernste Cricketstadion der Welt sein. Es hat eine Kapazität von 20.000 Sitzplätzen. Die Belichtungsanlage besteht aus vier 70 m hohen Flutlichtmasten, die aus jeweils 60 großen Scheinwerfern bestehen. Die Spielerräume sind mit Klimaanlagen ausgestattet um den hohen Temperaturen für die wartenden Spieler erträglich zu machen. Die beiden Enden, an denen sich zwei großen Tribünen befinden, werden North End und Pavilion End genannt.

## Internationales Cricket
Das erste internationale Match fand zwischen Kenia und Schottland im Intercontinental Cup 2004 statt. Nach den Angriffen auf das Cricketteam Sri Lankas beschloss das Pakistan Cricket Board alle zukünftigen Matches Pakistans aus Sicherheitsgründen in die Vereinigten Arabischen Emirate zu verlegen. Seit 2006 ist das Stadion eines der drei „neuen“ Heimstadien (Dubai International Cricket Stadium und Sharjah Cricket Association Stadium) der pakistanischen Cricket-Nationalmannschaft. Neben internationalen Test Matches und One-Day Internationals wurden auch 2014 Indian-Premier-League-Matches hier ausgetragen.
Das Sheikh Zayed Cricket Stadium war einer der Austragungsorte der internationalen Turniere Asia Cup 2018 und T20 World Cup 2021.